# マホメット・サード・アルベッシュ
マホメット・サード・アルベッシュ（Muhammad Saad al-Beshi、（アラビア語;البيشي محمد سعد）、1961年-）はサウジアラビアの死刑執行人である。
1998年に就任し、2008年現在で現役である。
2008年現在でも剣による斬首刑を公開処刑で行っている公式死刑執行人である。
また、イスラム法に基づく手足の切断刑も行っている。
斬首刑や切断刑には専用の処刑人の剣を使用している。
2003年にサウジアラビアで死刑が執行された50人のうち7人は彼の手による執行であった。
彼はサウジアラビアで先祖代々、死刑執行人を務める家系に生まれた。
彼には妻と7人の子供と孫がいる。
彼の息子のムサドも22歳で死刑執行人に就任している。
報酬は政府の規則により非公開となっているが、彼の家はかなり豪華で高額な報酬を得ていることが推測される。
2003年にマスメディアのインタビューを受けたことから欧米諸国でも名前が知られるようになった。
近代の刑罰としてはもっとも残酷な刑罰を執行する人物として有名になっている。